# Día Mundial de los Futuros
El Día Mundial de los Futuros se celebra anualmente el 2 de diciembre desde 2022 y fue proclamado por  la UNESCO en 2021.

## Proclamación
El Día Mundial de los Futuros fue proclamado en la Unesco y por unanimidad de sus miembros el 22 de  noviembre de 2021, tras una recomendación del Consejo Ejecutivo en su 212.ª reunión. La proclamación busca subrayar la importancia de anticipar y preparar respuestas para los desafíos futuros, promoviendo una cultura de la prospectiva que permita convertir la incertidumbre en oportunidades. Esta iniciativa está alineada con Nuestra Agenda Común, que resalta la urgencia de utilizar enfoques prospectivos para asegurar un futuro sostenible y avanzar en los Objetivos de Desarrollo Sostenible. Se promueve la sensibilización pública sobre la importancia de la prospectiva y se destacan las capacidades humanas de anticipación e imaginación como herramientas clave en la toma de decisiones inclusivas y efectivas. La UNESCO, en su papel de laboratorio global de ideas, coordina esta iniciativa a través de su red de cátedras de estudios de los futuros y cultura prospectiva, fomentando la innovación y el diálogo internacional.

## Celebración
La primera celebración tuvo lugar el 2 de diciembre de 2022 en la sede de la UNESCO en París.  La fecha fue elegida para resaltar la necesidad de una acción anticipatoria global, especialmente tras las dificultades sanitarias y económicas derivadas de la pandemia. Durante esta jornada inaugural, el enfoque se centró en Futuros inclusivos y resilientes, destacando los esfuerzos del sistema de las Naciones Unidas y sus Estados miembros en la aplicación de enfoques prospectivos para el diseño de políticas inclusivas y resilientes. Las actividades incluyeron debates y talleres que reunieron a representantes de gobiernos, sociedad civil, organizaciones internacionales y expertos, con el fin de explorar y fomentar la colaboración en estrategias relacionadas con el futuro. La UNESCO anima a los Estados miembros a organizar eventos que promuevan la cultura prospectiva, que incluyan conferencias y talleres destinados a integrar a diversos actores en la planificación de un futuro sostenible.

## Temas
- 2022: Futuros inclusivos y resilientes[4]
- 2023: Construir Sociedades Inclusivas y Resilientes[5]